# Love (álbum de Aztec Camera)
Love es el tercer LP de la banda escocesa Aztec Camera. Tras el cambio de dirección de su anterior trabajo, Roddy Frame sustituyó los miembros, más o menos regulares, de la banda por una serie de músicos de estudio norteamericanos junto a dos grandes productores Russ Titelman y Tommy LiPuma. El resultado fue un álbum fríamente recibido por la crítica pero con el éxito "Somewhere In My Heart" en el número 3 de las listas británicas. Sin embargo, en USA, el álbum fue acogido con indiferencia.

## Canciones
1. Deep and Wide and Tall (4:07)
2. How Men Are (3:41)
3. Everybody Is a Number One (3:30)
4. More Than a Law (4:43)
5. Somewhere in My Heart (4:02)
6. Working in a Goldmine (5:44)
7. One and One (4:14)
8. Paradise (4:34)
9. Killermont Street (3:17)

## Músicos
- Roddy Frame - Guitarra y voz.
- Steve Jordan - Batería.
- Will Lee - Bajo.
- Rob Mounsey - Teclados.

- Datos: Q3837720